# سانتياغو
شنت ياقُب أو شنت ياقوه أو شنت ياقوب أو شنت يَاق أو سنتياغو أو سانتياغو هي عاصمة تشيلي وأكبر مدنها. يبلغ عدد سكانها 5,278,044 (2009) ومساحتها 641.4 كم مربع. تقع في منتصف البلاد وتبعد 144 كم شرقا عن المحيط الهادئ. وبها مجالس الدولة التشريعية أما مراكزها التنفيذية فتتواجد في ضواحيها. 45 % من الناتج الإجمالي التشيلي ينتج من سانتياغو وبالتالي تعد المركز الاقتصاد للبلاد. فيها ما يربو عن 25 جامعة. أُسست في عام 1541م على يد جندي إسباني يُدعى «بيدرو دي فالديفيا» وقد كانت أول مستعمرة إسبانية دائمة فيما يعرف اليوم بتشيلي.

## التاريخ

### التأسيس

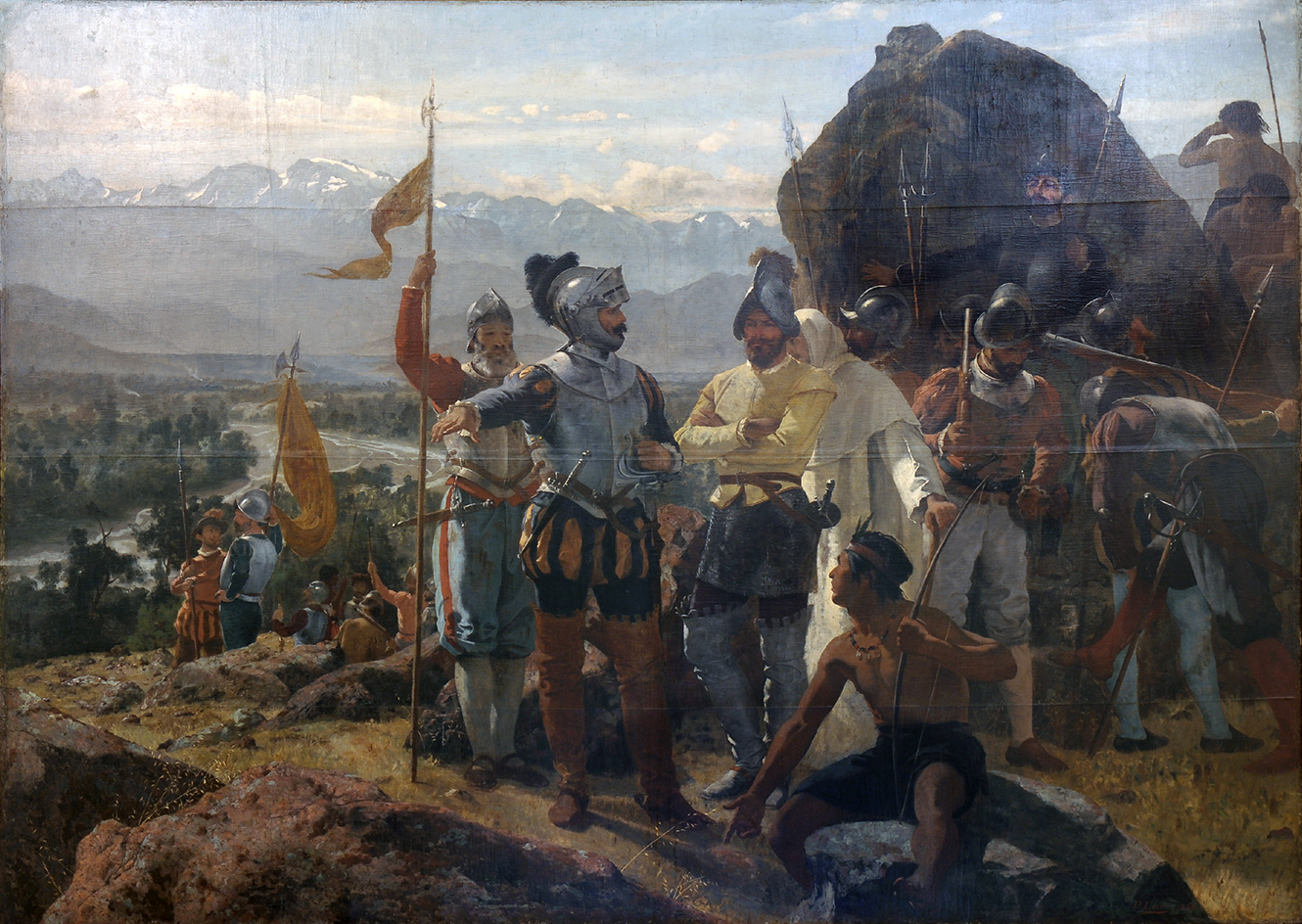
تأسيس سانتياغو في عام 1541م.

أسس المدينة بيدرو دي فالديفيا في 12 فبراير 1541 م بالاسم (Santiago de Nueva Extremadura). اختار فالديفيا موقع المدينة بسبب مناخه المعتدل وسهولة حمايته من الأخطار المحدقة حيث يشكل نهر مابوتشو جزيرة يصعب الوصول إليها. وقد تم بناء المدينة بمساعدة قبائل البيكونتشه السكان الأصليين لتلك المناطق. وحينها قام حاكم الإنكا «مانكو كاباك الثاني» بتحذير الحكام الجدد (الإسبان) بأن شعبه سوف يحاربهم وسوف يستعيد أرضه. وقام بمنع إعطاء المؤن للإسبانيين، فاضطر الغزاة الإسبانيون إلى قتال المقاومين للحصول على المؤن. وأخيرا نجح بيدرو في هزم الإنكا واستطاع توفير المؤن والحاجيات الأخرى المطلوبة لازدهار سانتياغو.
تألفت أرضية المدينة الجديدة من شوارع متصلة عرضها 14.35 مترا (12 فاراس) وطولها 165.08 مترا (138 فاراس). وقد كانت هناك 9 شوارع باتجاهي الشرق والغرب و15 باتجاهي الشمال والجنوب.

### محاولة التخريب
مقاومة السكان المحليين استمرت بعد تأسيس المدينة وأدت إلى المزيد من النزاعات اللاحقة. في 11 أيلول (سبتمبر) من عام 1541 قامت عدة قبائل من السكان المحليين بتنظيم ثورة وبالهجوم على سانتياغو، وقد تسبب هذا الهجوم في حرب استمرت لثلاث سنوات. وذلك في الوقت الذي كان فيه الغزاة في وضع خطير. حيث أنهم كانوا يعانون من نقص دائم في الطعام وكانوا تقريبا في انعزال تام عن بقية العالم.
في كانون الثاني (يناير) من عام 1542 أرسل بيدرو مبعوثا يدعى «ألونسو دي مونْرُوي» إلى البيرو لطلب المساعدة. وبعد 20 شهر قاس للغزاة عاد «دي مونروي» مع دعم جيد. مما أفشل ثورة الإنكا واضطر السكان المحليون للانسحاب والتحرك جنوبا وبقيت المدينة سليمة نسبيا.

### القرن التاسع عشر

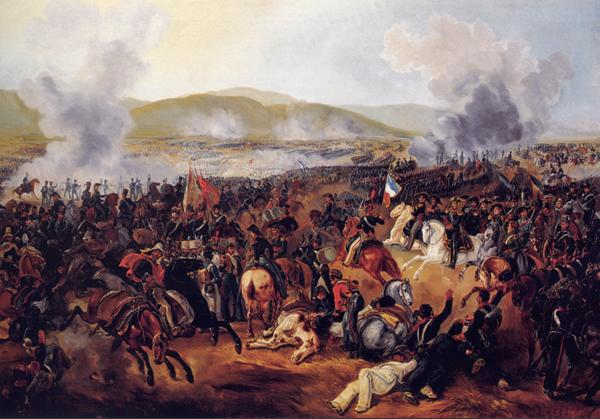
معركة مايبو في عام 1818م.

خلال حرب التحرير التشيلية (1810-1818 م) تهدمت المدينة ودمرت دمارا كاملا وخاصة بعد معركة مايبو. اختيرت المدينة كعاصمة للبلاد بعد انتهاء الحرب عام 1818 م.
بقيت العاصمة مدينة صغيرة لا تحوي سوى بعض المباني والكنائس حتى أواخر القرن التاسع عشر حيث تم اكتشاف الأسمدة النيتروجينية في المنطقة الأمر الذي أدى لتوسعها وتبوئها مركزا اقتصاديا هاما في القارة الأمريكية الجنوبية.

## الجغرافيا

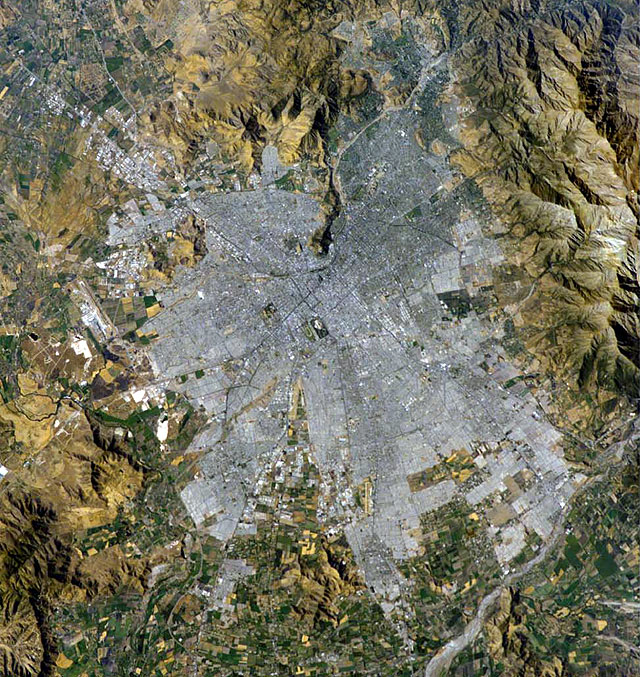
صورة من قمر صناعي لمدينة سانتياغو والحوض الذي تقع فيه.

تقع المدينة في وسط «حوض سانتياغو»، وهو وادي كبير مجوف الشكل يتألف من سهل كبير وخصب تطوقه الجبال. يحده من الغرب الجزء الرئيسي من جبال الأنديز الواقعة في شرق سلسلة جبال تشيلي الساحلية. ومن الشمال جزء آخر من جبال الأنديز يُسمى «كوردون دي تشاكابوكو»، ومن الجنوب امتداد لجبال الأنديز يُسمى «أنغوستورا دي باين». حوض سانتياغو هو جزء من المنخفضات الوسطى أو «وادي تشيلي المركزي»، وهو مسطح تقريبا، وتتخلله تلال قليلة فقط.

## معرض الصور

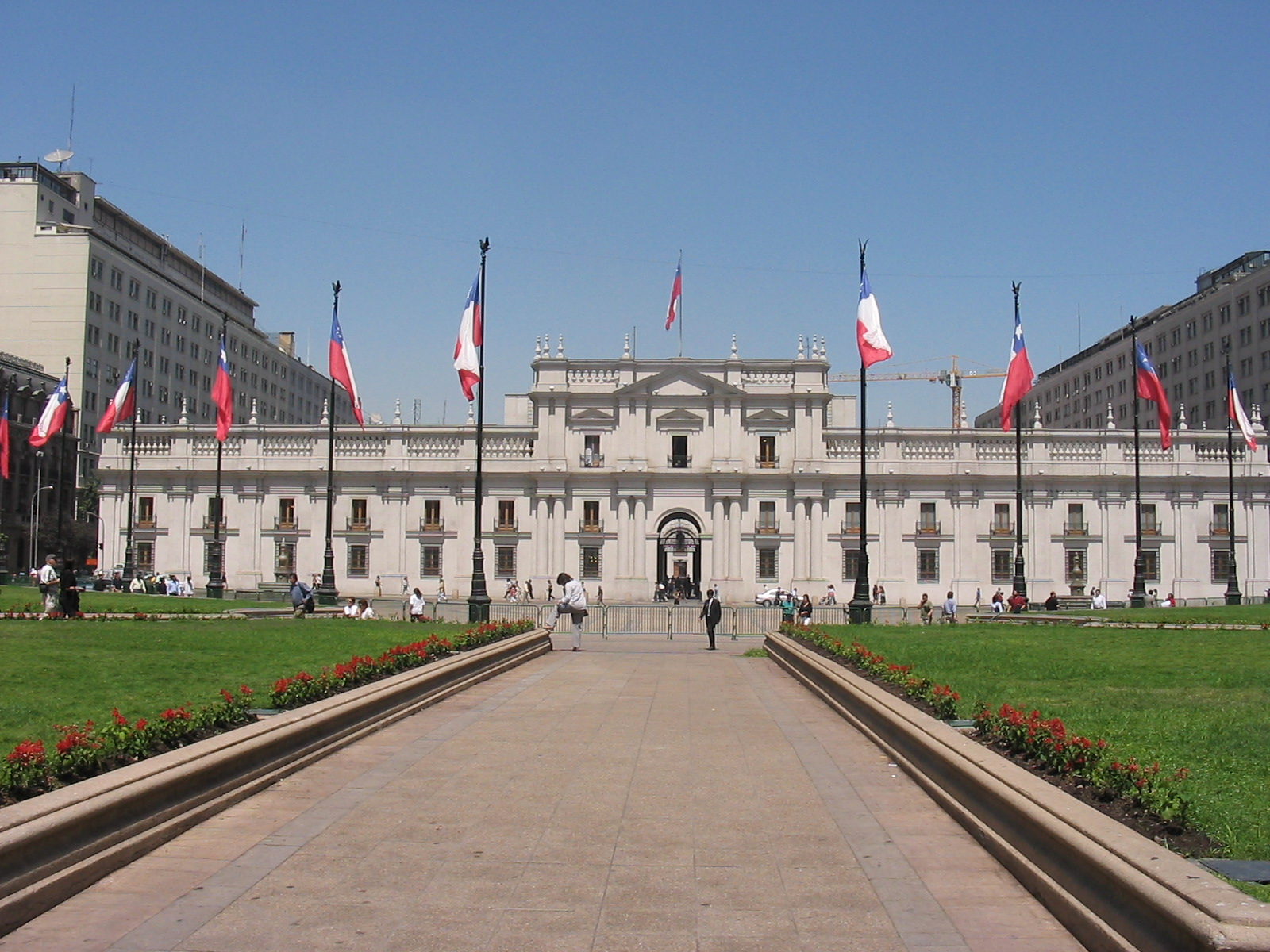
Palacio de La Moneda
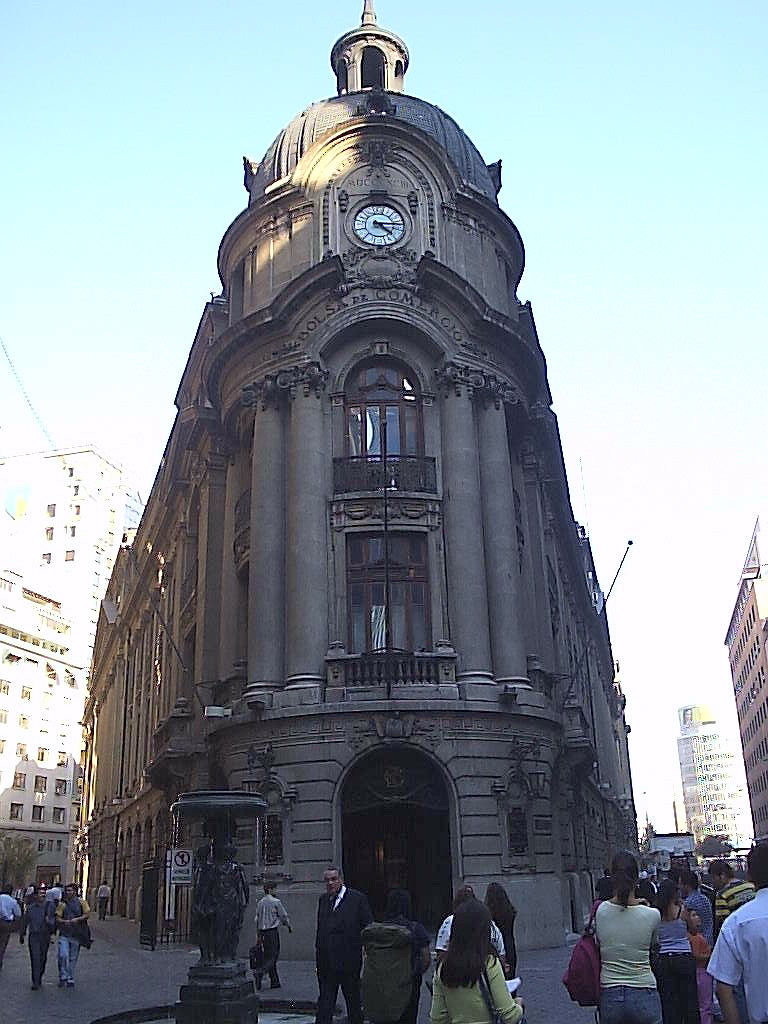
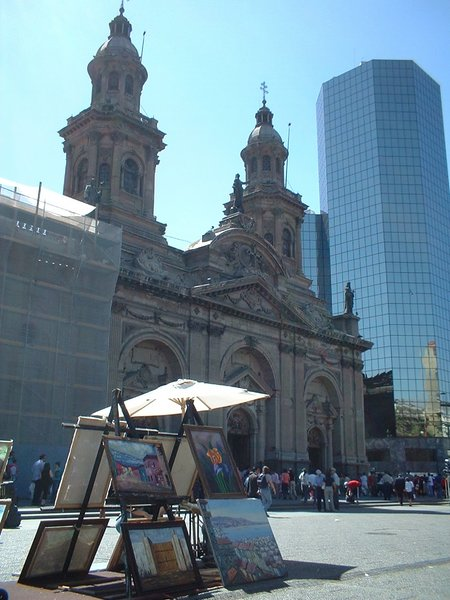
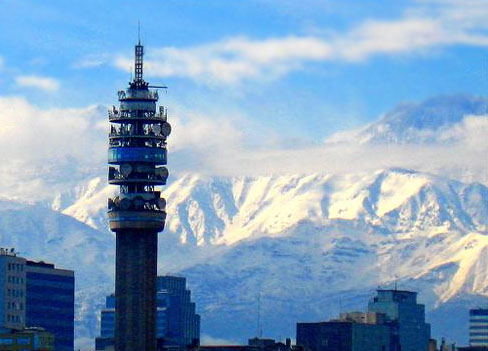
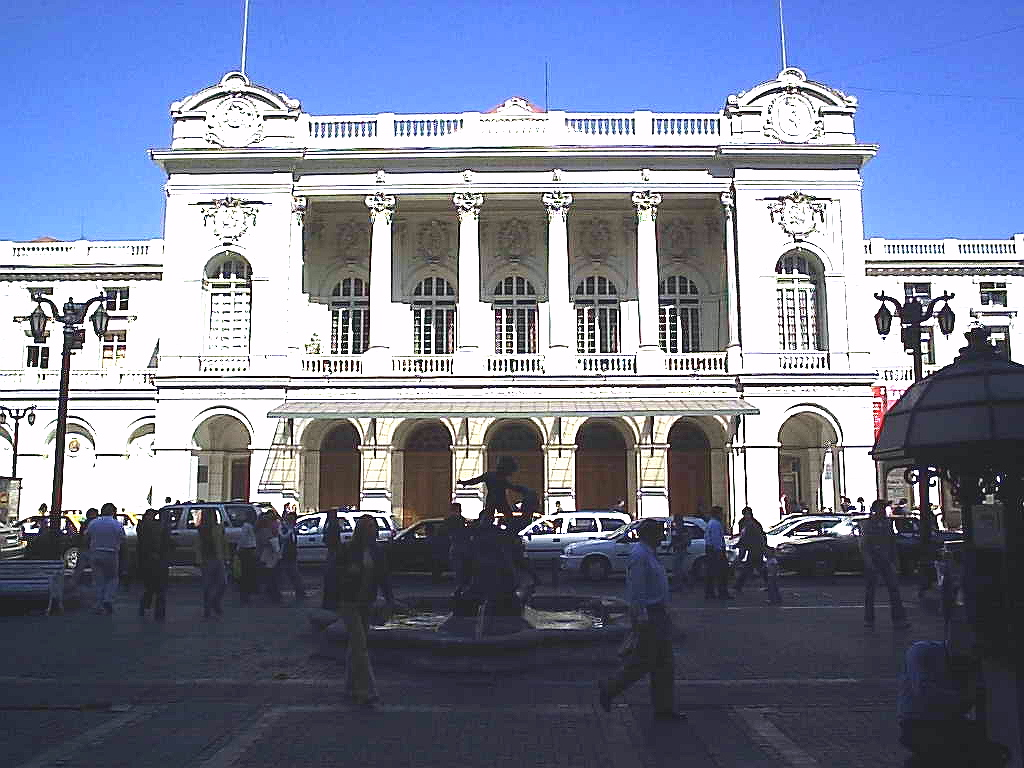
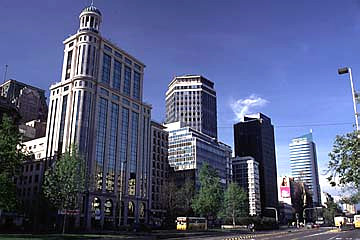
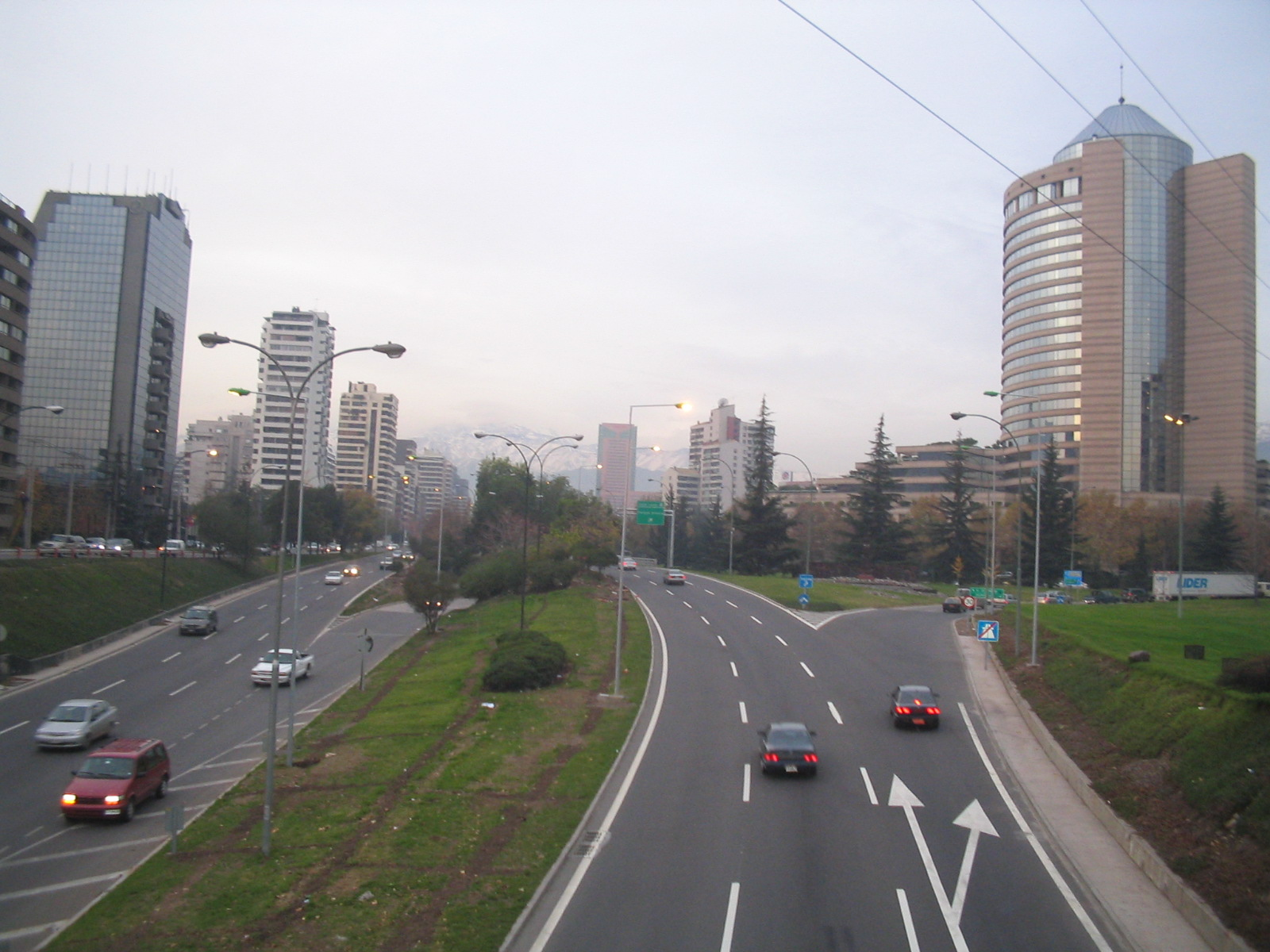
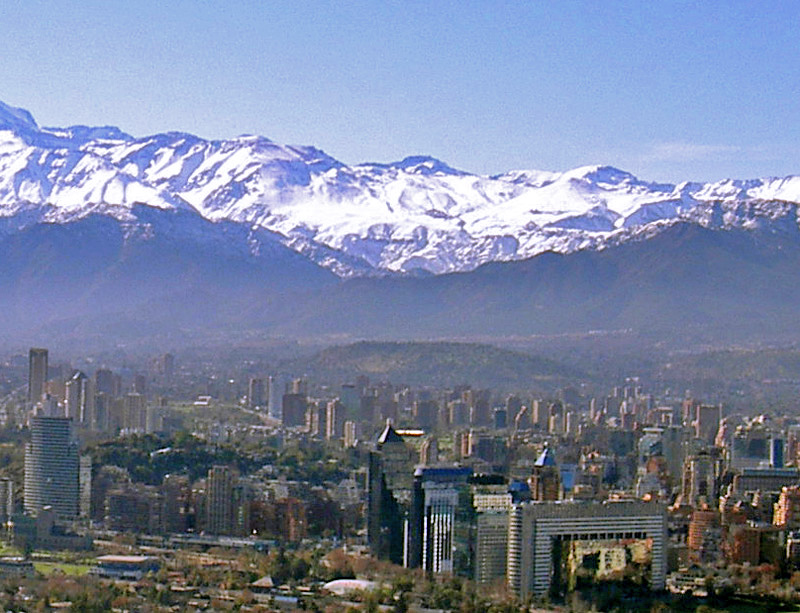
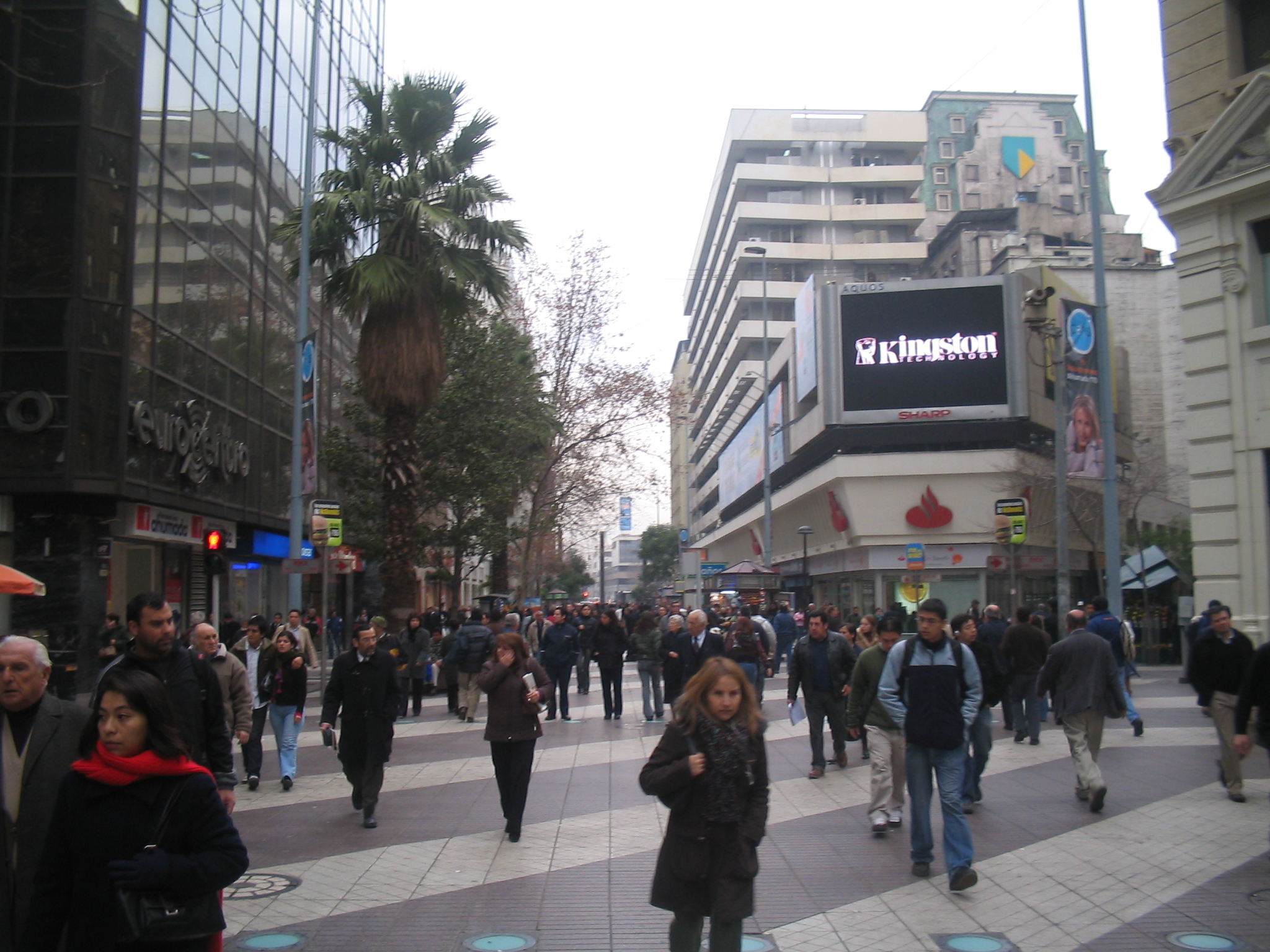
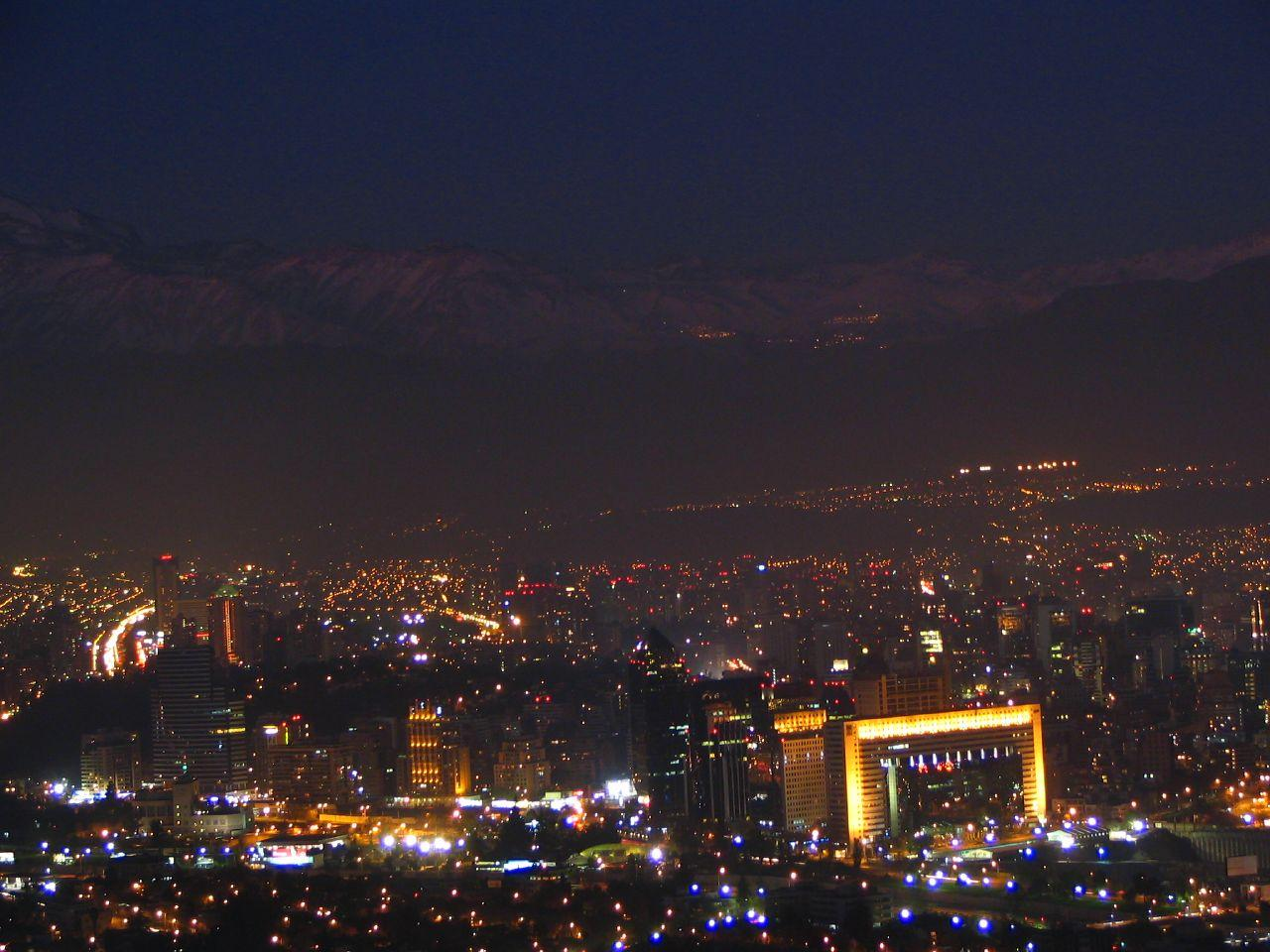
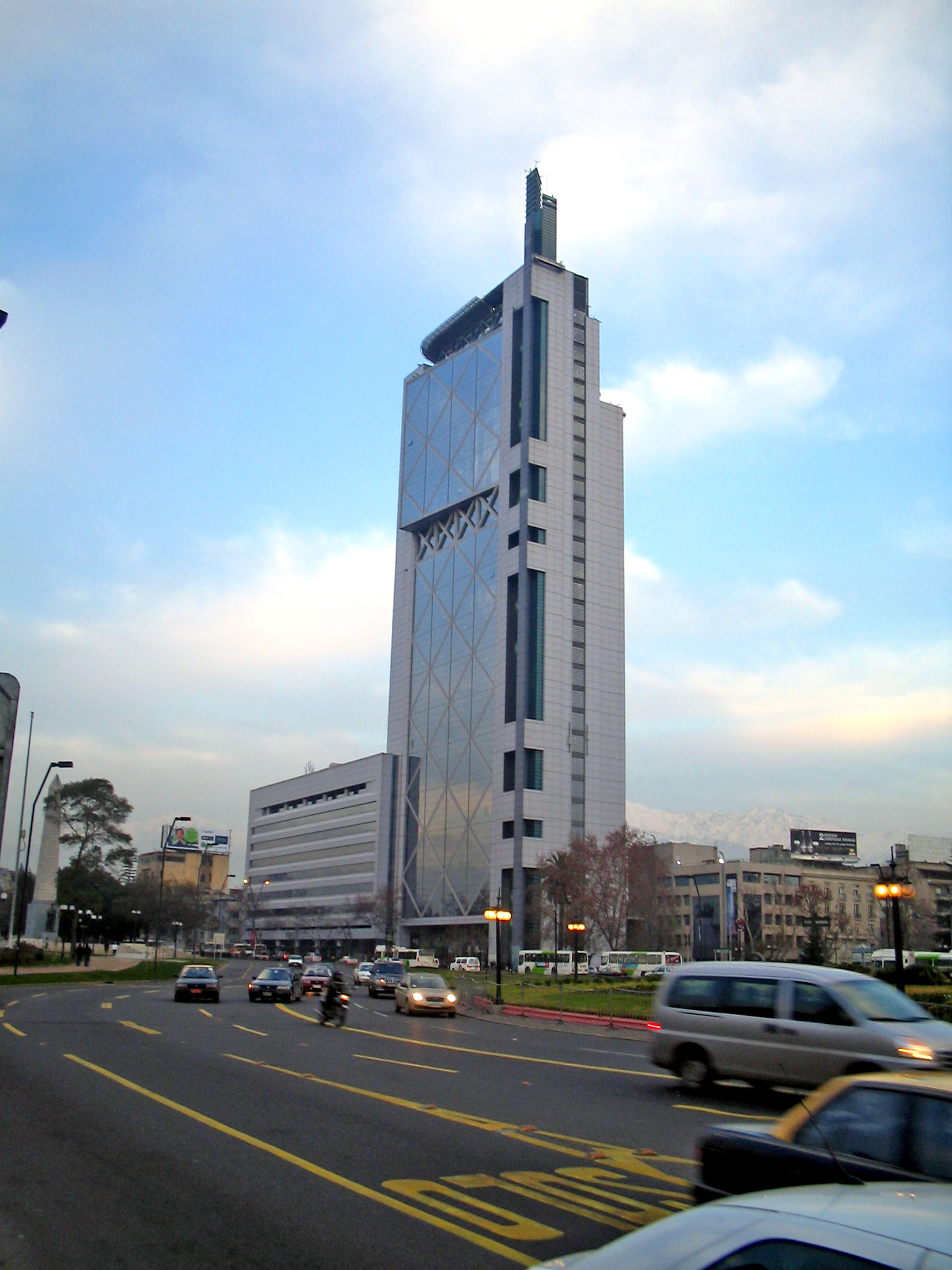
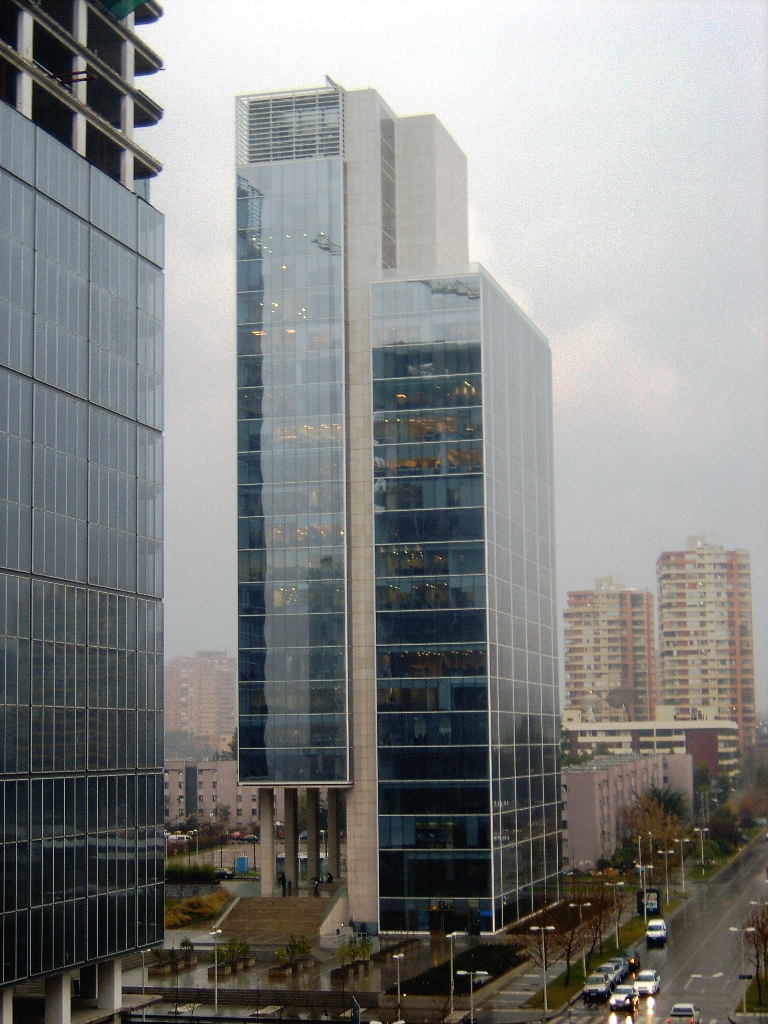
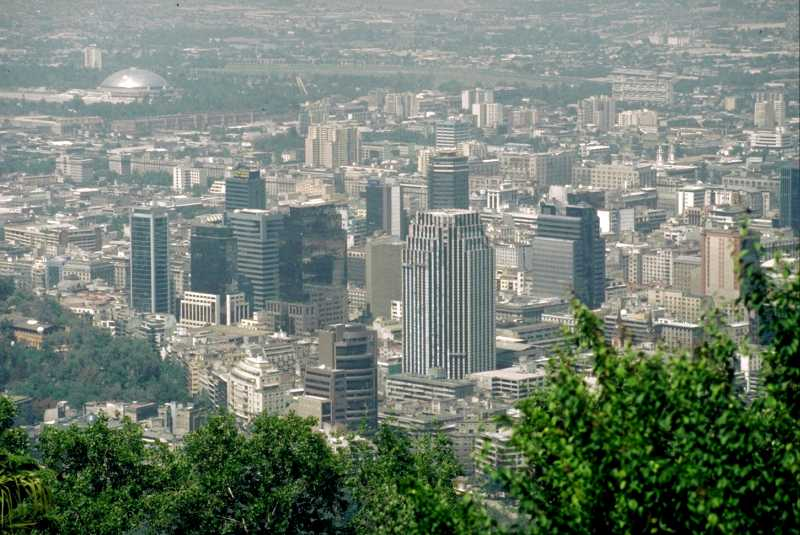
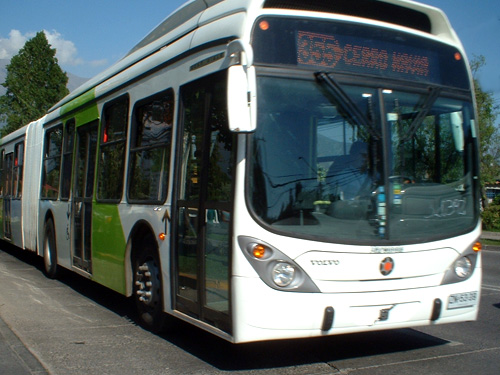
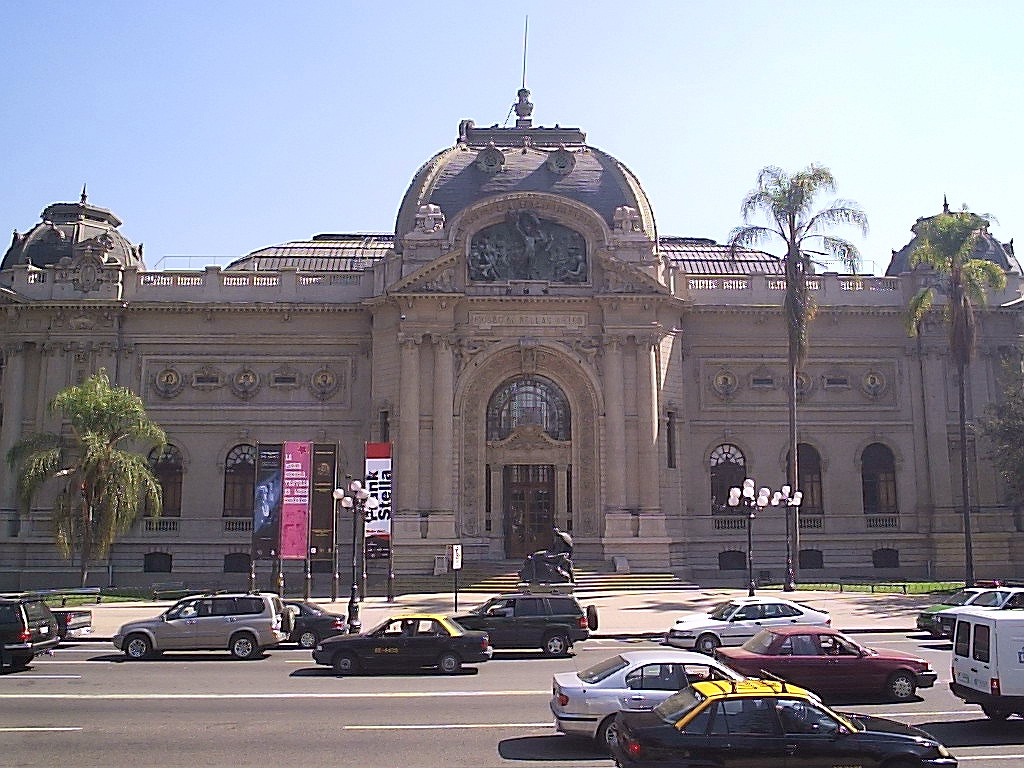